# Девід Дюран
Девід Дюран (англ. David Durand; 27 липня 1920 — 25 липня 1998) — американський актор.
Він з'явився у фільмах «Отримай свою людину», «Тропічне божевілля», «Невинні парижі», «Пісня кохання», «Дами, кохання», «Попелюшка з джазу», «Погана сестра», «Шпигун», «Дурість багатої людини», «Пробація», «Заборонена компанія», «Срібний долар», «Великий Джаспер», «Син кордону», «Життя Джиммі Долана», «Дженні Герхардт», «Колиска пісня», «Як Земля обертається», «Хай живе Вілья!», «Капелюх», «Пальто і рукавичка», «Дитя середи», «Чоловіки», «Група грає далі», «Уеллс Фарго», «Скаути до Порятунок», «Неофіційний запис», «Вулиці Нью -Йорка», «Реформаторій для хлопчиків», «Золоті рукавички», «Малюк Талса», «Гармон Мічигану», «Дитячий динаміт», «Тримайте їх слинячими», «Містер Маггз виходить», «Малюк у мільйон доларів», «Слідуйте за лідером» та інших.
Дюран служив в армії США під час Другої світової війни. Він помер 25 липня 1998 р. У Бріджв'ю, штат Іллінойс, у віці 77 років.